# Thiessen (Mondkrater)
Thiessen ist ein Einschlagkrater auf der Mondrückseite.
Thiessen liegt im Norden der erdabgewandten Seite, östlich von Ricco und nordnordöstlich von Roberts. Der Winkelabstand des nördlichen Kraterrands zum Nordpol beträgt 14.05°, das entspricht rund 425 km.
Der Krater ist im nördlichen Teil von späteren Einschlägen gezeichnet und entsprechend alt, seine Entstehungszeit wird der pränektarischen Periode zugerechnet.
Thiessen hat zwei Nebenkrater:
| Buchstabe | Position            | Durchmesser | Link |
| --------- | ------------------- | ----------- | ---- |
| Q         | 73,49° N, 174,45° W | 35 km       |      |
| W         | 75,8° N, 172,91° W  | 22 km       |      |

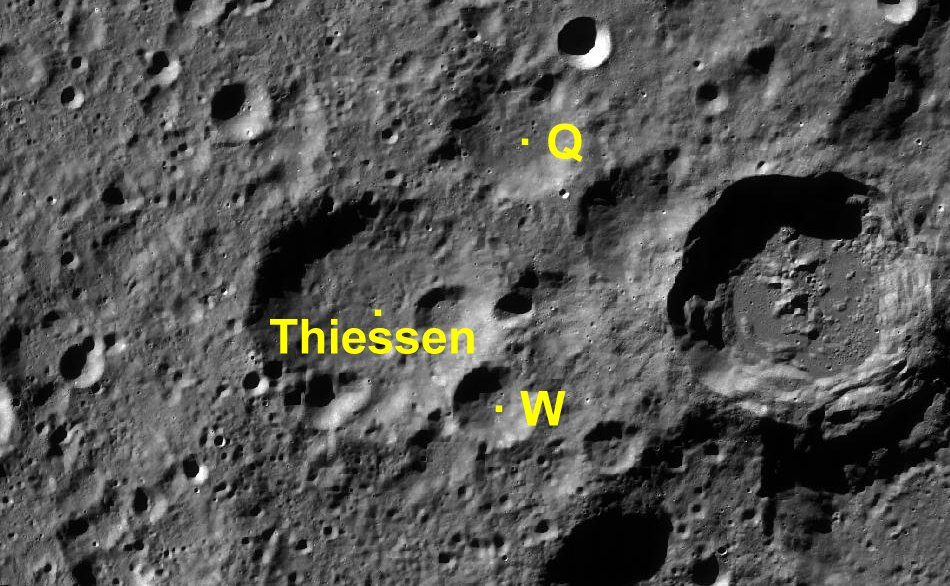
Thiessen mit seinen Nebenkratern, Süden ist oben, rechts im Bild Ricco

Der Krater wurde 1970 von der IAU offiziell nach dem deutschen Astronomen Georg Heinrich Thiessen benannt.